# Parafia Matki Bożej Królowej w Drohiczynie
Parafia Matki Bożej Królowej w Drohiczynie – rzymskokatolicka parafia znajdująca się w diecezji pińskiej, w dekanacie pińskim, na Białorusi.

## Historia
Parafia w Drohiczynie została erygowana w 1928. Początkowo nosiła wezwanie Najświętszej Maryi Panny Królowej Korony Polskiej. W okresie międzywojennym należała do dekanatu Kobryń diecezji pińskiej. Brak danych o losach parafii w okresie komunizmu. Przedwojenny drewniany kościół nie zachował się.

## Bibliografia

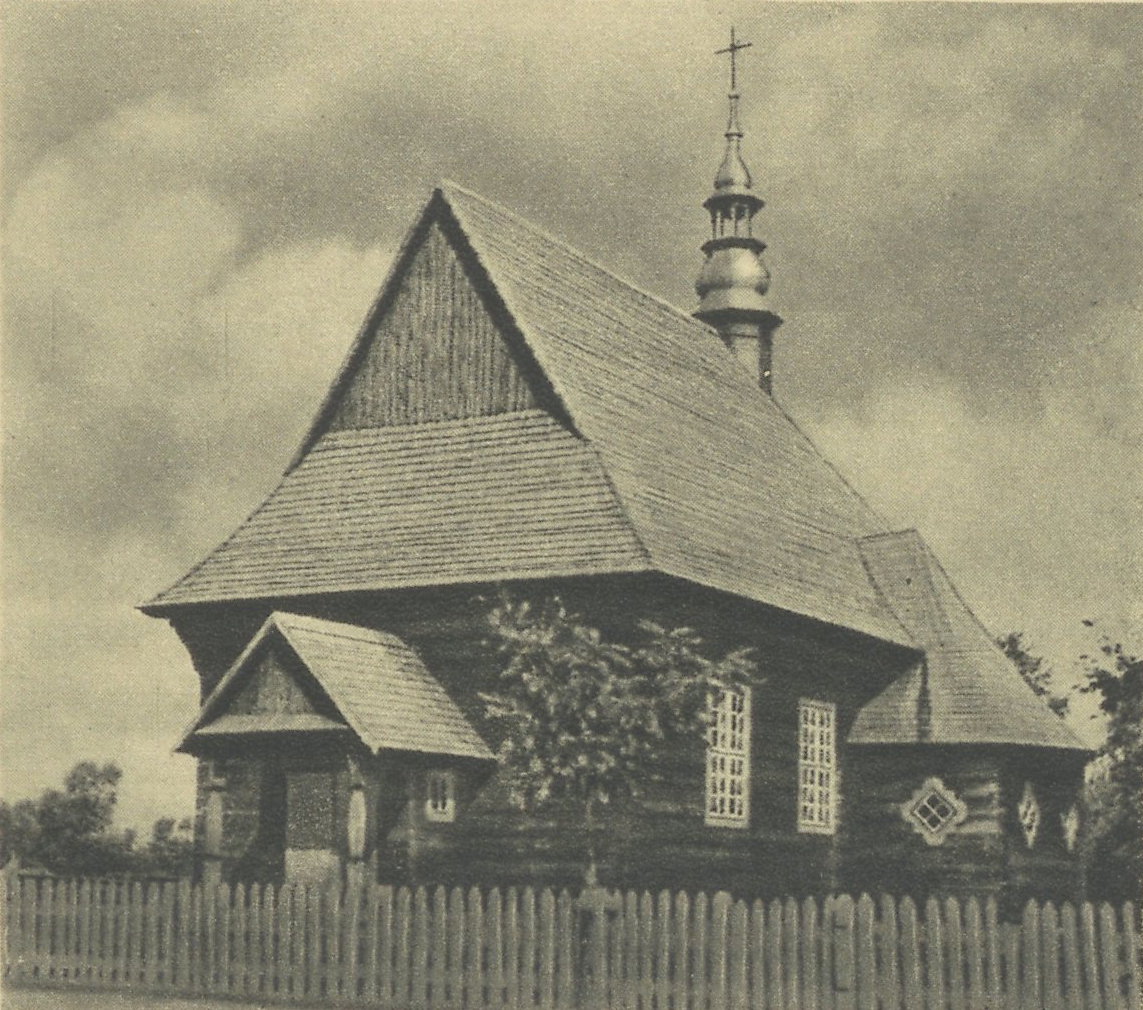
Kościół parafialny w okresie międzywojennym